# بن قشه
بن قشه (به عربی: بن قشة) یک شهرداری در الجزایر است که در ناحیه طالب العربی واقع شده‌است. بن قشه ۲٬۵۱۳ نفر جمعیت دارد و ۲۸ متر بالاتر از سطح دریا واقع شده‌است.